# Nexus 7 (2012)
Das Nexus 7 (2012) ist die erste Generation einer Produktreihe von Tablet-Computern, die von Google zusammen mit der Android-Version 4.1 Jelly Bean am 27. Juni 2012 vorgestellt wurde. Es war das erste Gerät mit Android 4.1 und das Vorzeigegerät dieser Android-Version. Es wurde von Asus gebaut und ist das erste Tablet der Nexus-Serie. Mit einem Einführungspreis von 199 US-Dollar wurde es als Konkurrent und Googles Reaktion auf den Tablet-Computer Kindle Fire von Amazon angesehen. Google konnte seit Verkaufsstart Ende August 2012 in drei Monaten etwa 2,8 Millionen Geräte weltweit absetzen. Von Januar bis Mitte April 2013 produzierte Asus zwölf Millionen Geräte und lieferte sie an Google.
Der Nachfolger ist das Nexus 7 (2013).

## Geschichte
Das Nexus 7 wurde zusammen mit der Android-Version 4.1 Jelly Bean am 27. Juni 2012 auf der Google I/O in San Francisco vorgestellt. Mitte Juli 2012 wurde das Nexus 7 an Kunden in Australien, den USA, Kanada und im Vereinigten Königreich verschickt. Verkaufsstart auf Google Play in Deutschland, Frankreich und Spanien war der 27. August 2012. Das Nexus 7 war ab dem 3. September auch über den regulären Handel in Deutschland und ab dem 10. September in Österreich verfügbar.

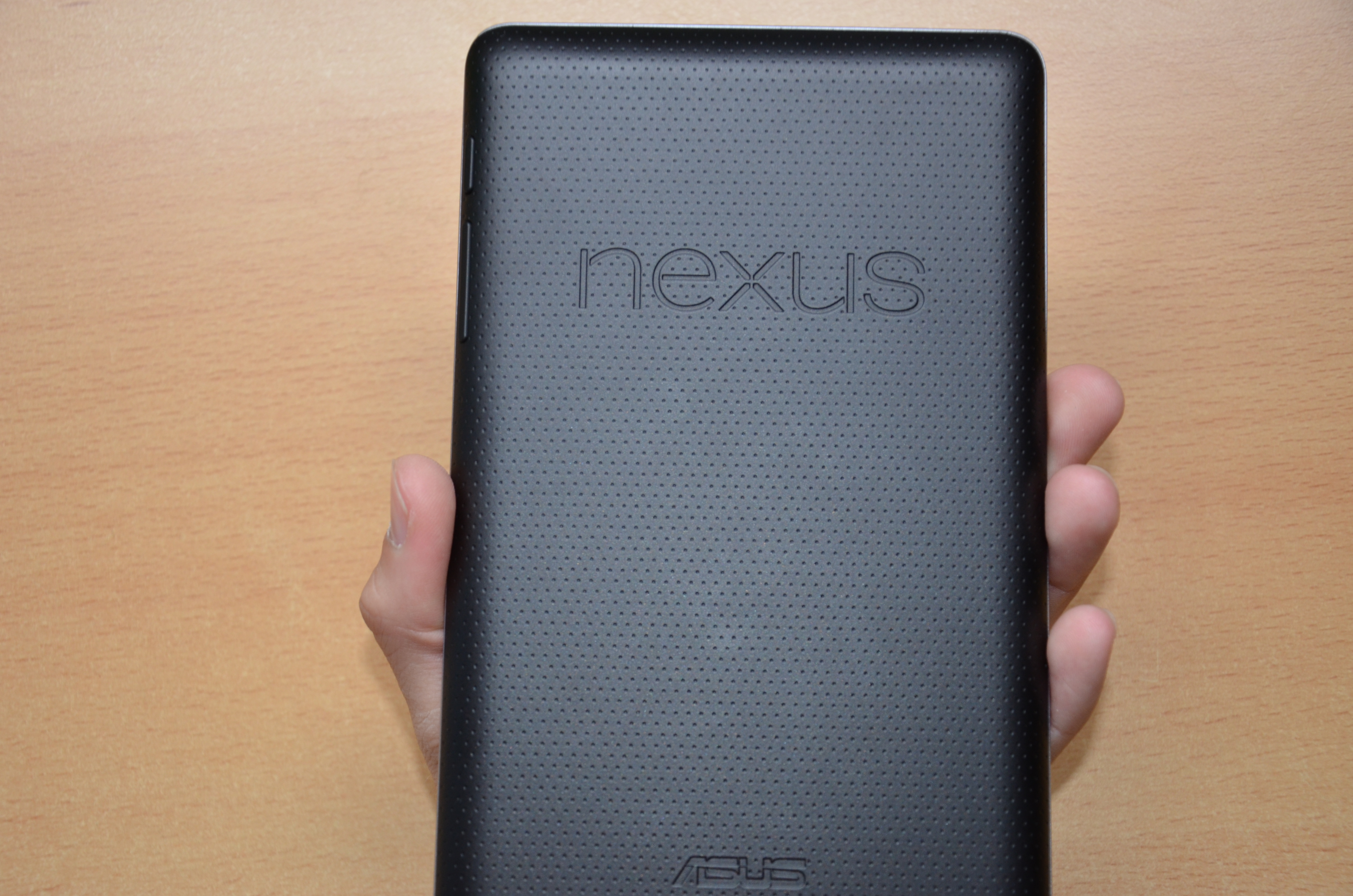
Rückseite des Nexus 7

Google hat nach der Veröffentlichung des Nexus 7 kontinuierlich neue Betriebssystem-Versionen veröffentlicht, mit der häufig nachgefragte Funktionen nachgerüstet werden. Dazu gehört zum Beispiel die Darstellung des Startbildschirms im Querformat, der seit Anfang Oktober zur Verfügung steht.
Am 29. Oktober 2012 hat Google ein überarbeitetes Nexus 7 mit 32 GByte Flash-Speicher vorgestellt, während die 8-GByte-Version aussortiert wurde. Eine UMTS-Version ist seit dem 13. November 2012 verfügbar. Telefonieren kann man damit jedoch nicht.
Google verteilte seit dem 13. November 2012 eine Betriebssystem-Aktualisierung auf Android 4.2. Herunterladen und Installation sind Over the Air möglich, also ohne Verbindung über ein Kabel zu einem anderen Gerät.
Seit Juli 2013 verteilte Google außerdem die Version Android 4.3. Damit verbunden war die Einführung des sogenannten TRIM-Verfahrens, die den SSD/eMMC-Controllern das Freiwerden von Speicherblöcken mitteilt und somit den Datendurchsatz des Gerätes, insbesondere nach häufigem Löschen großer Datenmengen, verbesserte.
Aktuell (Mai 2015) steht Android 5.1.1 zur Verfügung. Updates auf neuere Android-Versionen sind von Google nicht mehr vorgesehen, der offizielle Support endete im Juni 2015.

### Technik
Das Nexus 7 basiert auf dem Asus MeMO ME370T; viele Aspekte wurden während der viermonatigen Entwicklung verändert. Das Nexus 7 ist das erste 7"-Tablet, das einen Nvidia Tegra 3 (Quad-Core-Prozessor mit 1,3 GHz Taktrate) besitzt. Als Grafikprozessor kommt ein mit 416 MHz getakteter Nvidia GeForce ULP mit zwölf Kernen zum Einsatz, dessen Leistung ausreicht, um Spiele mit 1280 × 800 Bildpunkten flüssig darzustellen.

### Kritiken
Kritiker lobten die hohe Leistung, die Verarbeitungsqualität, die lange Akkulaufzeit sowie die Unterstützung von NFC. Bemängelt wurden hingegen das Fehlen eines SD-Karten-Einschubs, des HDMI-Ausgangs sowie zunächst die fehlende Anbindung an das öffentliche Mobilfunknetz. Seit Mitte November 2012 gibt es jedoch auch eine Version mit Mobilfunk.
Nach dem Update auf Android 5.1.1 (Lollipop) häuften sich Beschwerden über stark verzögerte Reaktion auf Eingaben und Berührungen.